# Johnny Dodds
Johnny Dodds (/ˈdɒts/, 12. dubna 1892 New Orleans – 8. srpna 1940 Chicago) byl americký jazzový klarinetista a altsaxofonista z New Orleansu. Nahrával pod svým vlastním jménem i s kapelami hudebníků jako Joe „King“ Oliver, Jelly Roll Morton, Lovie Austin a Louis Armstrong.  Dodds byl starší bratr bubeníka Warrena „Baby“ Doddse, jednoho z prvních významných jazzových bubeníků. V roce 1926 spolu hráli v kapele New Orleans Bootblacks. Dodds je důležitou postavou v historii jazzu.  Byl předním klarinetistou své doby a na uznání svých uměleckých příspěvků byl posmrtně uveden do Jazzové síně slávy. Byl označen za „jednoho z hlavních architektů jazzového věku“.